# Nunciella karriensis
Nunciella karriensis is een hooiwagen uit de familie Triaenonychidae.